# ديبرا ويلسون
ديبرا ويلسون (بالإنجليزية: Debra Wilson)‏ ولدت في نيويورك بالالولايات المتحدة الأميركية (و. 1962  م) هي ممثلة صوت، وممثلة مسرحية، وممثلة تلفزيونية، وممثلة أفلام أمريكية، ولدت في كوينز، بدأت مشوارها المهني سنة 1992.

## التعليم
تعلمت في جامعة سيراكيوز، وتعلمت في ثانوية فيوريلو هـ. لاغوارديا ‏
.

## وصلات خارجية
- ديبرا ويلسون على موقع IMDb (الإنجليزية)
- ديبرا ويلسون على موقع ألو سيني (الفرنسية)
- ديبرا ويلسون على موقع أول موفي (الإنجليزية)
- ديبرا ويلسون على موقع قاعدة بيانات الأفلام السويدية (السويدية)
- ديبرا ويلسون على موقع إن إن دي بي (الإنجليزية)
- ديبرا ويلسون على موقع قاعدة بيانات الفيلم (الإنجليزية)
- ديبرا ويلسون على موقع كينوبويسك (الروسية)